# ОШ „Илија Гарашанин” Аранђеловац
ОШ „Илија Гарашанин” Аранђеловац је државна установа основног образовања у Аранђеловцу. Школа данас носи име Илије Гарашанина, српског државника и председника Владе Кнежевине Србије.